# Kaa-Chiem
Kaa-Chiem (ros. Каа-Хем) – osiedle typu miejskiego w rosyjskiej autonomicznej republice Tuwy.
Miejscowość liczy ok. 9,4 - 10,5 tys. mieszkańców (2002 r.) i jest ośrodkiem administracyjnym kożuunu (rejonu) kyzyłskiego.